# Kohumono jezici
Kohumono jezici, malena podskupina nigersko-kongoanskih jezika uže skupine cross river. Njima govori oko 70.000 ljudi u nigerijskoj državi Cross River. S jezikom Ubaghara dio je šire skupine Ubaghara-Kohumono.
Predstavnici su: agwagwune [yay] 20.000 (1973 SIL); kohumono [bcs] 30,000 (1989); i umon ili Amon [umm] 20,000 (1995)

## Vanjske poveznice
- Ethnologue (14th)
- Ethnologue (15th)